# Liliana-Dobri Christova

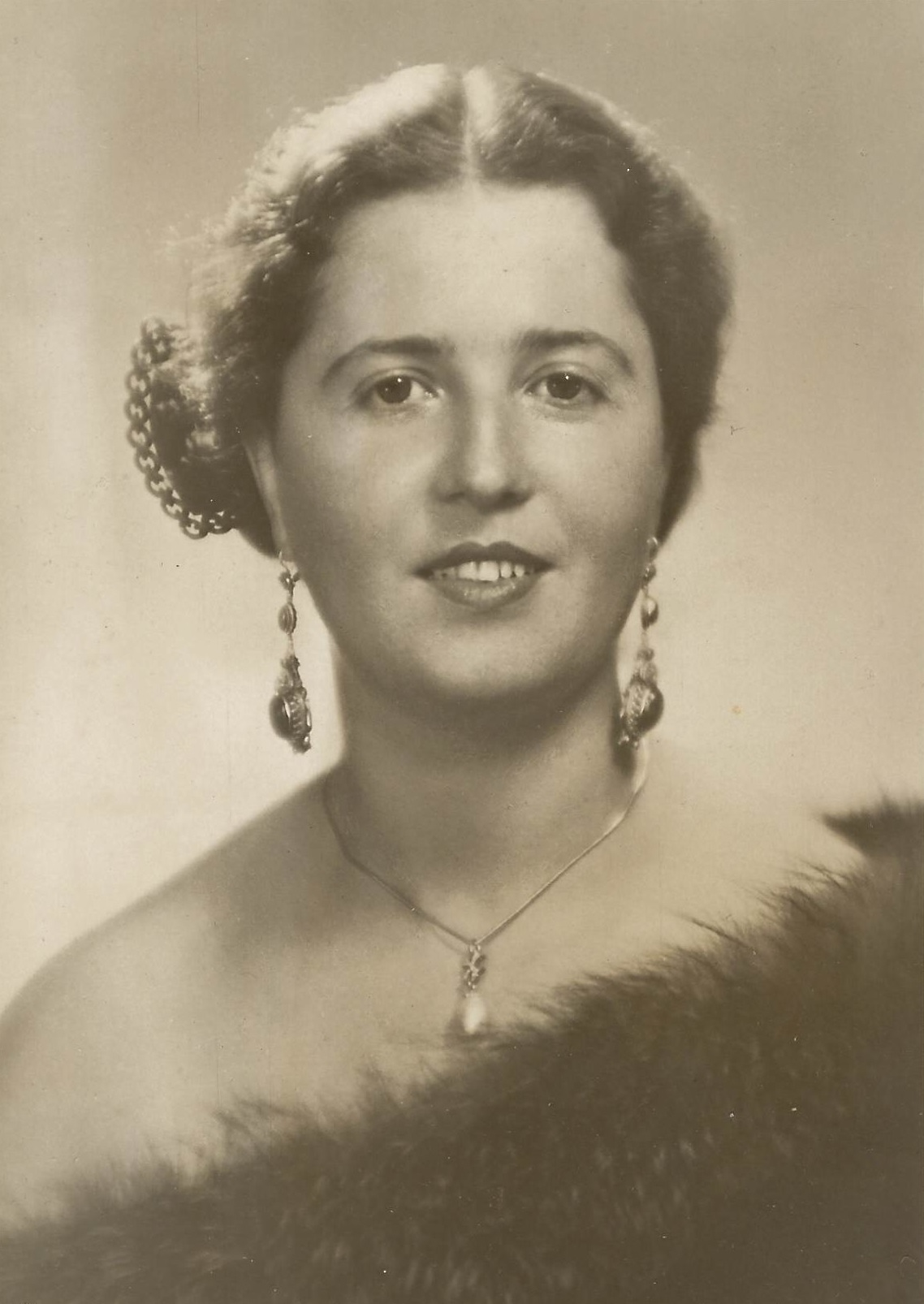
Liliana-Dobri Christova

Liliana-Dobri Christova (* 29. Juli 1904 in Warna, Bulgarien; † 21. März 1985 in Wuppertal) war eine bulgarische Konzertpianistin.

## Leben
Christova war die Tochter des Komponisten Dobri Christow, von dem sie nach ihrem dritten Lebensjahr die ersten Unterweisungen im Klavierspiel erhielt. Im Alter von elf Jahren trat sie in Sofia mit Mozarts Klaviersonate Nr. 11 in Anwesenheit des bulgarischen Königs  Boris III. auf. Sie besuchte von 1916 bis 1918 die Volksschule und die Staatliche Musikakademie in Sofia und erlernte gleichzeitig die deutsche Sprache. Von 1920 bis 1922 studierte sie am Conservatorium der Musik in Leipzig und legte dort bei Robert Teichmüller ihre Prüfung ab. Des Weiteren absolvierte sie 1923 Meisterkurse bei Emil von Sauer in Wien und 1925 bei Alfred Cortot in Paris.
Konzerttourneen führten sie nach Italien, Österreich, Jugoslawien, Griechenland, Polen, in die Tschechoslowakei, nach Rumänien, Bulgarien, Frankreich sowie nach Deutschland, wo in Berlin, Dresden, Leipzig, Nürnberg, Frankfurt, München und Köln auftrat. Dabei spielte sie Klavierwerke der Klassik und Romantik. Sie galt derzeit als Spezialistin der französischen Impressionisten sowie der jungen bulgarischen Komponisten des 20. Jahrhunderts.
Nach ihrer Übersiedelung nach Paris Anfang der 1920er Jahre lebte sie dort 10 Jahre bei Prinzessin Marija Tenischewa und deren Tochter, mit denen sie freundschaftlich verbunden war. Als Assistentin des Pianisten Marcel Ciampi (1891–1980) vervollständigte sie ihre Ausbildung, speziell in der Interpretation der französischen Impressionisten.
1930 begegnete sie ihrem späteren Mann, dem Opernsänger Rudolf Watzke, den sie anlässlich einer Wohltätigkeitsveranstaltung auf dem Klavier begleitete und den sie 1935 heiratete. Der Umzug von Paris nach Berlin, wo fortan ihr Lebensmittelpunkt war, erfolgte in Begleitung von Konzertflügeln der Klavierbauer Steinway und C. Bechstein, einem Geschenk von Marija Tenischewa. Nachdem während des Zweiten Weltkriegs nach 1942 aus Sicherheitsgründen nur noch wenige Kulturveranstaltungen stattfanden, wurde das Ehepaar wie viele andere Künstler in der Wehrmachtsbetreuung eingesetzt und zu Veranstaltungen im Bereich des Generalgouvernements verpflichtet. Nach den ersten Bombenangriffen auf Berlin zog Christova mit ihrer Familie ins Sudetenland nach Hirschberg am See, später nach Reichenberg. Die Berliner Wohnung am Bayerischen Platz 4 wurde zerstört. Das Kriegsende erlebte sie Anfang 1945 mit dem Einmarsch der Roten Armee in Begleitung tschechoslowakischer Widerständler. Ihr Ehemann wurde als Deutscher im Juli 1945 ausgewiesen; als Slawin durfte Christova mit ihren Kindern in der CSR verbleiben.
Im Oktober 1948 erfolgte die Familienzusammenführung und Wuppertal wurde der neue Wohnsitz. Das Ehepaar nahm die Konzerttätigkeit wieder auf und veranstaltete gemeinsame Lieder- und Klavierabende; wobei das Repertoire verschiedene musikalische Stilrichtungen beinhaltete. 1958 lud das bulgarische Kulturministerium das Künstlerpaar zu einer zweiwöchigen Konzerttournee nach Bulgarien ein. Vorgesehen waren sechs Konzerte in den Städten Sofia, Warna und Plowdiw: je ein Konzert für Klavier und Orchester von Johann Sebastian Bach, César Franck und Wesselin Stojanow sowie ein Klavierabend in Plowdiw und zwei Liederabende. Das Künstlerpaar wählte als besondere Zugaben Liedkompositionen von Christovas Vater.
Liliana-Dobri Christova wurde 1955 an das Bergische Landeskonservatorium berufen und leitete bis zu ihrer Pensionierung im Jahr 1970 die Meisterklasse der Pianisten. Sie starb am 21. März 1985 in Wuppertal.

## Privates
Christova war ab 1935 mit dem Opernsänger Rudolf Watzke verheiratet. Ihr Sohn wurde 1937, ihre Tochter 1941 geboren.
| Personendaten    | Personendaten                |
| ---------------- | ---------------------------- |
| NAME             | Christova, Liliana-Dobri     |
| KURZBESCHREIBUNG | bulgarische Konzertpianistin |
| GEBURTSDATUM     | 29. Juli 1904                |
| GEBURTSORT       | Warna, Bulgarien             |
| STERBEDATUM      | 21. März 1985                |
| STERBEORT        | Wuppertal                    |